# Åke Johansson
Åke Johansson (Norrköping, 1928. március 19. – Norrköping, 2014. december 21.) világbajnoki ezüstérmes svéd válogatott labdarúgó.
A svéd válogatott tagjaként részt vett az 1958-as világbajnokságon.

## Sikerei, díjai

### Játékosként
IFK Norrköping
- Svéd bajnok (6): 1951–52 1955–56, 1956–57, 1960, 1962, 1963

Svédország
- Világbajnoki döntős (1): 1958